# Anophiodes
Anophiodes is een geslacht van vlinders van de familie spinneruilen (Erebidae), uit de onderfamilie Catocalinae.

## Soorten
- A. concentrata Warren, 1914
- A. indistincta Prout, 1922
- A. meeki Bethune-Baker, 1908
- A. pulchrilinea Wileman & West, 1929